# More Fun Comics
More Fun Comics fue una serie de DC Comics que inició como New Fun Comics en febrero de 1935 y cambió su título a More Fun en su séptimo número. Fue cancelada en el número 127 en 1947.

## Historia de la publicación
New Fun Comics fue un cómic innovador del escritor de revistas pulp Mayor Malcolm Wheeler-Nicholson que pertenecía a la National Allied Publications (aunque algunas fuentes aseguran que era a la National Allied Magazines). Fue la primera publicación de cómics en presentar solamente material original en lugar de republicaciones de tiras cómicas de los periódicos, y la primera revista de ese tipo publicada por la compañía que se convertiría en DC Comics.
Debutando en febrero de 1935 su primera edición fue titulada New Fun: The Big Comic Magazine, una publicación de 36 páginas del tamaño de un tabloide. La revista presentaba historias de humor como "Pelion and Ossa" y "Jigger and Ginger", y otras más dramáticas como "Jack Woods" con aventuras del oeste y "Barry O'Neill" que presentaba a un villano estilo Fu Manchu llamado Fang Gow.
Los primeros números fueron editados por quien sería el futuro fundador de Funnies Inc., Lloyd Jacquet, y las siguientes por el mismo Wheeler-Nicholson. A partir del número 7 (enero de 1936), el título cambió a More Fun Comics, y la revista pasó a presentar historias de aventura. Después del éxito de Superman en Action Comics para 1938, la serie pasó a tener historias de superhéroes.
Los creadores de Superman, Jerry Siegel y Joe Shuster, de hecho tuvieron su debut en los cómics en el  n.º 6 de New Fun. El equipo comenzó su carrera con Henri Duval (un mosquetero aventurero) y con el Doctor Oculto, que presentaba a un luchador contra el crimen sobrenatural y con el cual continuarían hasta More Fun N.º 32 (junio de 1938).
Aparte del Dr. Oculto, muchos otros superhéroes bastante conocidos tuvieron su debut en More Fun Comics, incluyendo al Espectro, Dr. Destino, Flecha Verde, Aquaman y Superboy entre otros.
Con el número 107 todas las historias de superhéroes fueron trasladadas a Adventure Comics y la revista pasó a ser una serie de humor. La historia de fantasía "Jimminy and the Magic Book" bastante promocionada fracasó en aumentar las ventas de la serie y More Fun Comics fue cancelada con el número 127 en 1947.

## Primeras apariciones
- Doctor Occult (New Fun N.º 6, octubre de 1935)
- Espectro (More Fun N.º 52, febrero de 1940)
- Dr. Destino (More Fun N.º 55, mayo de 1940)
- Johnny Quick (More Fun N.º 71, septiembre de 1941)
- Flecha Verde (More Fun N.º 73, noviembre de 1941)
- Aquaman (More Fun N.º 73, noviembre de 1941)
- Superboy (More Fun N.º 101, enero/febrero de 1945)